# Open de Franche Comté 2008
L'Open de Franche Comté 2008 è stato un torneo di tennis facente parte della categoria ATP Challenger Series nell'ambito dell'ATP Challenger Series 2008. Il torneo si è giocato a Besançon in Francia dal 18 al 24 febbraio 2008 su campi in cemento (indoor) e aveva un montepremi di €85 000+H.

## Vincitori

### Singolare
Marc Gicquel ha battuto in finale  Alexander Peya con il punteggio di 7–6(2) 6–4

### Doppio
Philipp Petzschner /  Alexander Peya hanno battuto in finale  Yves Allegro /  Horia Tecău con il punteggio di 6–3 6–1